# Čokot
Čokot (izvirno srbsko Чокот) je naselje v Srbiji, ki upravno spada pod Občino Palilula; slednja pa je del Niškega upravnega okraja.

## Demografija
Годинде 1878. Чокот је село с 32 домаћинства и 286 становника, а 1930. године je 105 домаћинстава и 848 становника.
V naselju, katerega izvirno (srbsko-cirilično) ime je Чокот, živi 1128 polnoletnih prebivalcev, pri čemer je njihova povprečna starost 39,7 let (39,3 pri moških in 40,1 pri ženskah). Naselje ima 386 gospodinjstev, pri čemer je povprečno število članov na gospodinjstvo 3,63.
Prebivalstvo je večinoma nehomogeno.
|  |

| Demografija | Demografija     | Demografija     |
| Leto        | Št. prebivalcev | Št. prebivalcev |
| ----------- | --------------- | --------------- |
|             |                 |                 |
|             |                 |                 |
|             |                 |                 |
|             |                 |                 |
| 1948        | 1130            |                 |
| 1953        | 1208            |                 |
| 1961        | 1265            |                 |
| 1971        | 1363            |                 |
| 1981        | 1374            |                 |
| 1991        | 1429            | 1424            |
| 2002        | 1421            | 1401            |
|             |                 |                 |

| Etnična sestava po popisu iz leta 2002 | Etnična sestava po popisu iz leta 2002 | Etnična sestava po popisu iz leta 2002 | Etnična sestava po popisu iz leta 2002 | Etnična sestava po popisu iz leta 2002 |
| -------------------------------------- | -------------------------------------- | -------------------------------------- | -------------------------------------- | -------------------------------------- |
| Srbi                                   | Srbi                                   |                                        | 900                                    | 64,23%                                 |
| Romi                                   | Romi                                   |                                        | 33                                     | 2,35%                                  |
| Bolgari                                | Bolgari                                |                                        | 1                                      | 0,07%                                  |
| Neznano                                | Neznano                                |                                        | 467                                    | 33,33%                                 |